# آبان ۱۳۸۷
آبان ۱۳۸۷، هشتمین ماه سال ۱۳۸۷ هجری خورشیدی است.
آغاز آن چهارشنبه، ۱ آبان ۱۳۸۷ برابر با ۲۲ اکتبر ۲۰۰۸ میلادی است.